# Альянс восьми держав

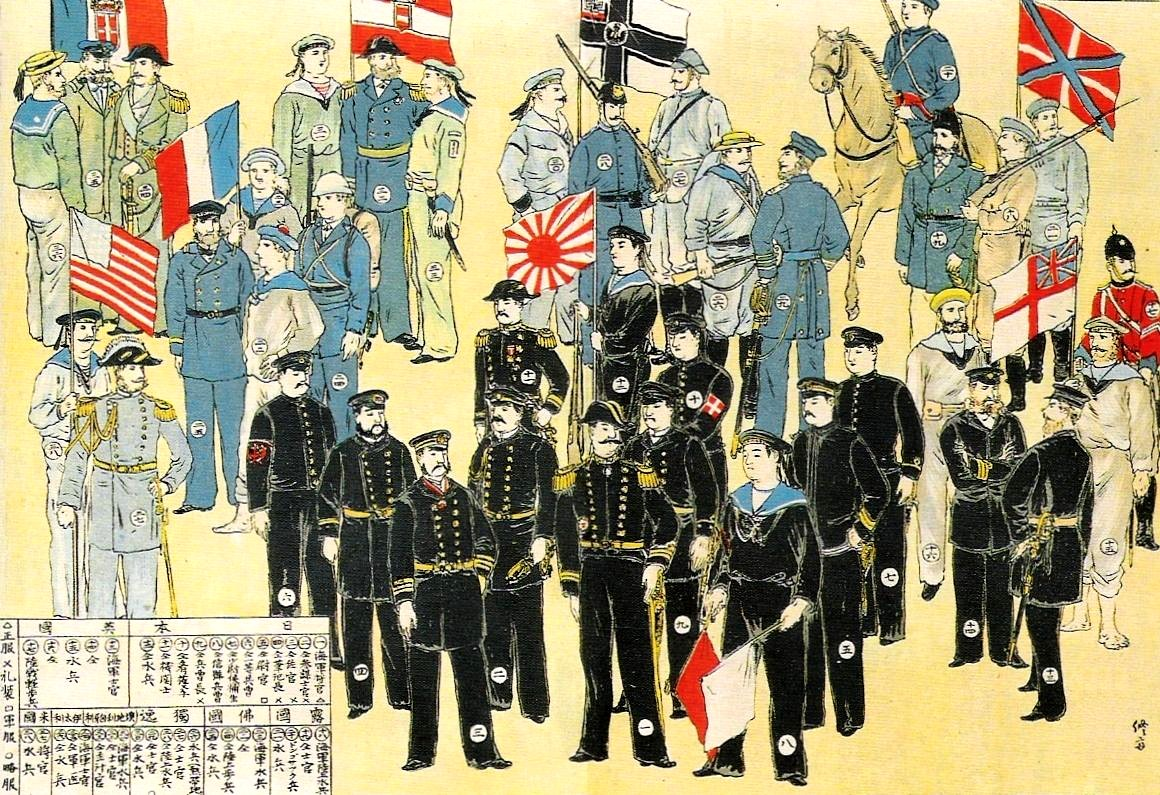
Вооружённые силы альянса слева направо:
Италия
США
Франция
Австро-Венгрия
Япония
Германия
Великобритания
Россия

Альянс восьми держав (кит. трад. 八國聯軍, упр. 八国联军, пиньинь bāguó liánjūn, палл. баго ляньцзюнь) — военный альянс, в который вошли Австро-Венгрия, Великобритания, Германская империя, Италия, США, Российская империя, Франция и Японская империя, чьи войска вторглись в Империю Цин в ответ на массовые убийства христиан, иностранцев и осаду дипломатических миссий в Посольском квартале Пекина. 
Объединённый контингент войск и сил, иногда именуемый Международной Освободительной Экспедицией (МОЭ), состоял из 45 000 солдат и матросов государств Альянса. Общее командование МОЭ осуществлял генерал-лейтенант Н. П. Линевич, затем генерал-фельдмаршал Альфред фон Вальдерзее, который прибыл в Китай 27 сентября 1900 г., когда войска союзников под командованием Линевича уже заняли Пекин. В ходе кампании союзные войска вступили в Пекин, деблокировали посольства, подавили Боксёрское восстание в августе 1900 года и разбили императорскую армию Китая. Имперским властям Китая пришлось подписать неравный Заключительный протокол.

## Ход событий

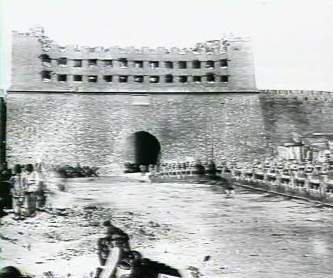
Ворота Тяньаньмэнь, взорванные войсками альянса во время штурма Пекина

Как член альянса, Австро-Венгрия отправила на Китайский ТВД австро-венгерский флот в составе двух учебных кораблей и крейсеров «Кайзерин унд кёнигин Мария-Терезия», «Кайзерин Елизабет», «Асперн», «Зента», а также группу морских пехотинцев в апреле 1900 года. В июне они помогли удержать Тяньцзиньскую железную дорогу от ихэтуаньских сил, а также разгромили флотилии вооружённых джонок на реках Хайхэ и Тайчжу. В операции по захвату крепостей Дагу участвовали также Императорский флот Японии, корабли российских Сибирской флотилии и Тихоокеанской эскадры Балтийского флота, Королевский военно-морской флот Великобритании, ВМС США и ВМФ Франции. Всего военно-морские силы Альянса насчитывали: 18 японских кораблей, 10 русских, 8 британских, 5 французских, 5 немецких, два американских, два итальянских и три австро-венгерских. После взятия Дагу крейсера ещё долго стояли в порту и экипажи флотов покинули их только после урегулирования конфликта. В подавлении Ихэтуаньского восстания участвовал Георг Людвиг фон Трапп — самый результативный австрийский подводник Первой мировой войны.

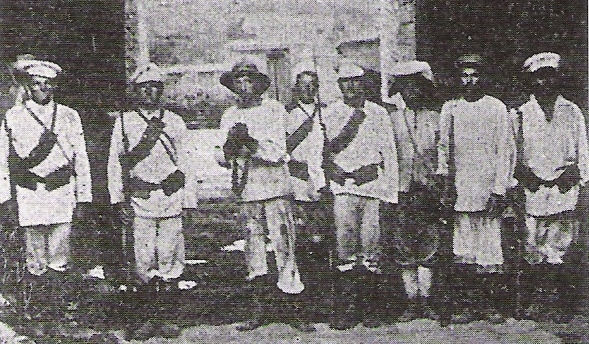
Русские военнослужащие в Пекине.

В середине июня 1900 года китайцы-ихэтуани вступили в Пекин, где начали осаду Посольского квартала, продолжавшуюся 56 дней. В ночь с 23 на 24 июня 1900 года (по н.ст.) по всей столице началась резня христиан, иногда именуемая «Варфоломеевской ночью в Пекине». Во время осады Посольского квартала был убит германский посланник граф Кеттелер. 30 июня войска Альянса подошли к Тяньцзиню и начали осаду этого портового города. 13 августа войска Альянса, под командованием генерал-лейтенанта Линевича, подошли к Пекину, рассеяв отряды восставших. 14 августа корпус Линевича штурмовал Пекин, и русская колонна первой вошла в город, понеся потери в 140 человек. Особо отличились забайкальские казаки, а также американские морпехи. Неожиданный штурм Пекина произвёл в Европе сенсацию, Линевич сразу приобрёл мировую славу энергичного и смелого генерала. Вторжение войск Альянса сопровождалось грабежами и мародёрством, в том числе в Запретном городе. 
Союзные войска, под предводительством русского генерала, вступили в Пекин. Посланники и бывшие с ними европейцы спасены от угрожавшей им гибели. Мучительная трагедия, волновавшая мир в течение двух месяцев, окончилась благополучно. Китайцам не удалось взять штурмом посольские здания и истребить запертых в них иностранцев с женщинами и детьми.
 — писал юрист-международник Л. З. Слонимский.
14 августа 1900 года Император Гуансюй, вдовствующая императрица Цыси и высшие чиновники тайно покинули императорский дворец и двинулись вглубь Китая. Цыси послала на мирные переговоры известного сановника Ли Хунчжана. В итоге, имперским властям пришлось подписать неравный Заключительный протокол. Текст протокола был утверждён как державами Альянса, так и присоединившимися к ним Испанией, Бельгией и Голландией.
1 января 1901 года часть уцелевших отрядов ихэтуаней прорвалась в Маньчжурию. Там они объединились в так называемую «Армию честности и справедливости». Всего эта армия насчитывала 200 000 человек, её возглавил Ван Хэд. В окрестностях же Пекина все ихэтуани были к маю 1901 года ликвидированы силами Международной Освободительной Экспедиции. Сопротивление сектантов в Маньчжурии продолжалось вплоть до января 1902 года, партизанские бои шли в основном в провинциях Ляонин и Хэйлунцзян.

## Оценка альянса
Альянс восьми держав оценивается китайскими историками как вторжение в тогдашний слабый Китай сильных империй, желавших разграбить страну. А Боксёрское восстание рассматривается как восстание против иноземных захватчиков. Гуманитарная же составляющая Альянса восьми держав остаётся «за кадром». Положительная оценка ихэтуаней была характерна и для советской историографии. В. И. Ленин в 1900 году рассматривал Боксёрское восстание как движение против европейского колониализма.

## В искусстве
Осаде посольского квартала и Международной Освободительной Экспедиции посвящён эпический фильм Николаса Рэя «55 дней в Пекине» (1963).